# Liste von Schmiedemuseen
Die Liste von Schmiedemuseen umfasst:
Deutschland
- Kettenschmiedemuseum Fröndenberg, Fröndenberg
- Kettenschmiedemuseum Sichtigvor, Sichtigvor
- Wappenschmiede Elmstein, Elmstein
- Dorfschmiede (Haunsheim), Haunsheim
- Schmiedemuseum Jevenstedt, Jevenstedt

Österreich
- Messerermuseum Steinbach an der Steyr, Steinbach an der Steyr

Polen
- Schmiedemuseum in Warschau, Warschau

Schweiz
- Toggenburger Schmiede- und Werkzeugmuseum Bazenheid, Bazenheid